# Mucsi
Mucsi è un comune dell'Ungheria centro-meridionale di 558 abitanti (dati 2001). È situato nella contea di Tolna.